# 山东省监察委员会
山东省监察委员会，简称山东省监委，是中华人民共和国山东省的省级地方国家监察机关，与中国共产党山东省纪律检查委员会合署办公。

## 历史沿革
2018年2月3日上午，山东省监察委员会正式挂牌成立。

## 机构设置
- 办公厅
- 组织部
- 宣传部
- 研究室
- 党风政风监督室
- 信访室（省国家公职人员违法违纪举报中心）
- 案件监督管理室
- 第一至第八监督检查室
- 第九至第十三审查调查室
- 案件审理室（政策法规室）
- 纪检监察干部监督室
- 机关党委
- 离退休干部处

事业单位
- 机关服务中心
- 网络管理中心
- 省纪检监察干部培训学院
- 电化教育中心
- 红山园管理服务中心（山东省廉政教育馆）

## 历任领导
第十三届人大
- 任期：2018年2月2日－2023年1月18日
- 主任：陳輻寬（2018年1月31日[3]－2021年12月3日） → 夏红民（2021年12月3日[4]－）
- 副主任：明春德（－2021年9月30日）、刘凤岐（－2020年3月26日）、孙成良（－2018年6月1日）、孙丰华（－2020年3月26日）、雷云（2018年7月27日－）、杨增胜（2020年11月27日－2022年3月30日）、李伟（2021年9月30日－）、范晓丽（2021年9月30日－）、汤占领（2022年6月9日－）
- 委员：雷云（－2018年7月27日）、孟祥吉（－2020年3月26日）、陈培华（－2022年12月21日）、杨增胜（－2020年11月27日）、李存基（－2020年3月26日）、秦秀春、王英霞（2020年3月26日－2021年5月27日）、胡冰（2020年3月26日－2021年5月27日）、窦虎（2020年3月26日－）、徐玉（2021年5月27日－）、宋军（2021年5月27日－）

第十四届人大
- 任期：2023年1月18日－
- 主任：夏红民[5] → 李伟
- 副主任：、雷云、范晓丽、汤占领、秦秀春
- 常委：李伟 、雷云 、范晓丽（女）、汤占领、秦秀春、陈培华

胡冰（回族）、徐玉（女）、宋军、荀丽（女）、周鹏